# 凤凰山石豆兰
凤凰山石豆兰（学名：Bulbophyllum fenghuangshanianum）为兰科石豆兰属下的一个种。

## 扩展阅读
- 維基物種上的相關：凤凰山石豆兰